# Biserica Neagră
Biserica Neagră (în germană Die Schwarze Kirche) este biserica parohială a comunității evanghelice luterane din Brașov, situată în centrul municipiului Brașov. Clădirea gotică a fost parțial avariată în incendiul din 1689, când zidurile ei s-au înnegrit și a primit numele actual. Denumirea populară de după incendiu, „Biserica Neagră”, a fost acceptată oficial în secolul al XIX-lea. 
Biserica Neagră este unul dintre cele mai reprezentative monumente de arhitectură gotică din România, datând din secolele XIV-XV. Având o lungime de peste 89 de metri este considerată a fi a doua cea mai mare biserică din România, după Catedrala Mântuirii Neamului și cea mai mare construcție gotică din Europa de Sud-est. Datorită mărimii ei, când a fost finalizată a primit titlul de Cea mai mare biserică dintre Viena și Constantinopol.

## Istoric

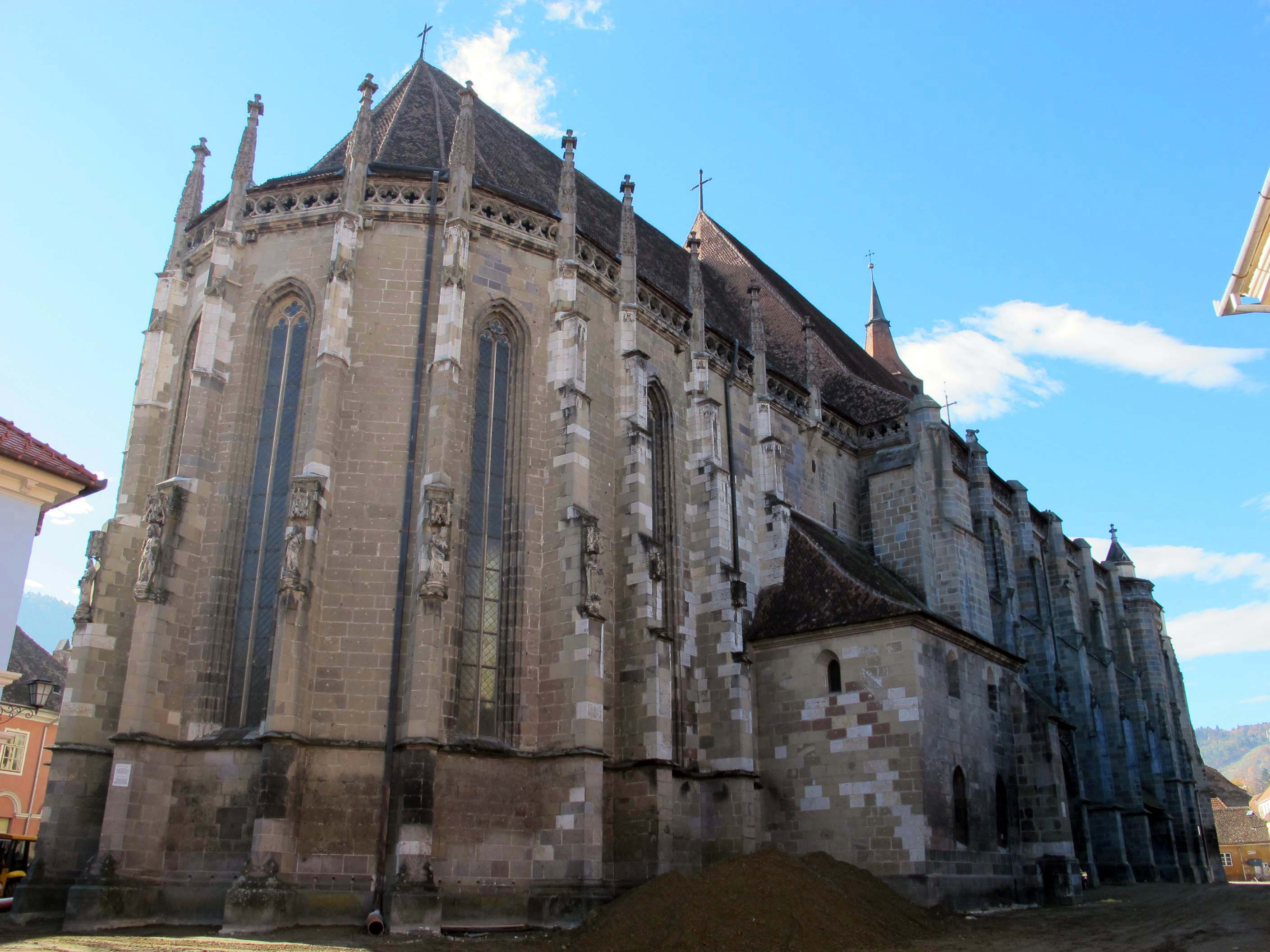
Absida principală.

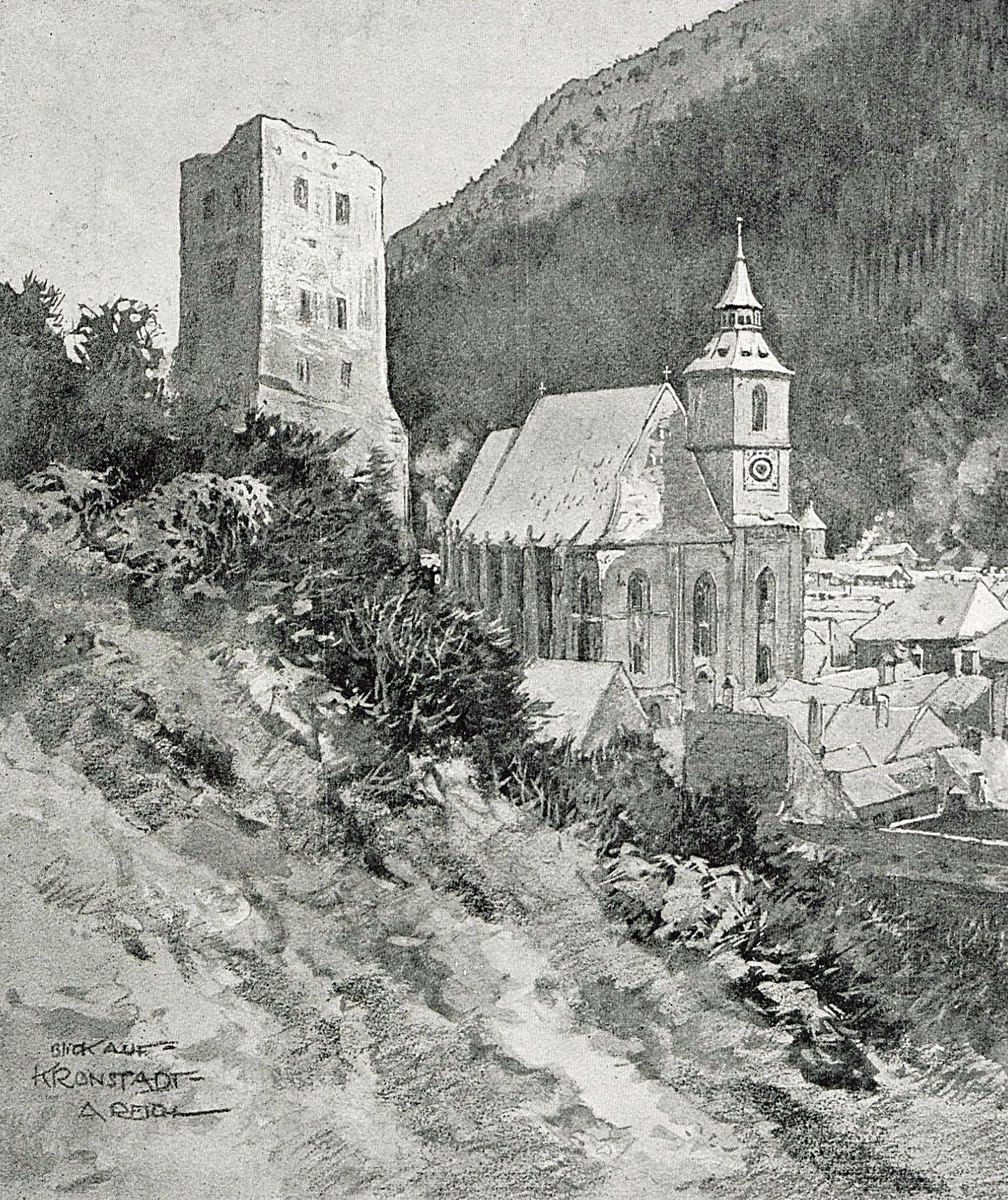
Biserica Neagră, 1916

Biserica Neagră de astăzi se înalță pe locul unei biserici romanice mai vechi 
din secolul al XIII-lea, distrusă în marea invazie tătară din 1241. Construcția actuală a început în anul 1383, când Brașovul se afla într-o perioadă de dezvoltare culturală și economică puternică, fiind cel mai însemnat oraș comercial și industrial la granița Transilvaniei cu Țara Românească. Invazia turcilor din 1421 a întrerupt lucrările de construcție a bisericii, orașul fiind nevoit să se concentreze asupra fortificațiilor, dar au fost continuate mai târziu după un plan mult simplificat. Din cauza unui cutremur de proporții în 1471, turnul sudic nu a fost construit până la înălțimea intenționată. Anul 1477 poate fi considerat anul încheierii lucrărilor de construcție a bisericii, în 1499 se menționează o orgă nouă, iar mai târziu s-au mai efectuat lucrări la turn prin care i s-au adăugat un ceas și clopote în 1514. Biserica, inițial romano-catolică a primit hramul Sfânta Maria (Marienkirche), fapt dovedit și astăzi de fresca Mariei, aflată în hala porții sudice.
La jumătatea secolului al XVI-lea, reforma protestantă a pătruns în Transilvania și s-a răspândit în mare parte datorită umanistului și pedagogului Johannes Honterus (1498-1549). În 1542 s-a celebrat prima slujbă evanghelică-luterană în Biserica Neagră, iar în timpul aceleiași mișcări s-au îndepărtat și altarele secundare.
De-a lungul secolelor XVI-XVII biserica a fost afectată de multe cutremure astfel încât, la jumătatea secolului al XVII-lea, a fost nevoie de lucrări de restaurare. Marele incendiu din 21 aprilie 1689 a cuprins și biserica parohială, distrugând acoperișul și mobilierul din interior. De atunci, ruina înnegrită de fum s-a numit Biserica Neagră. Apoi au început lucrări de renovare extinse care au conferit interiorului un aspect baroc. Tot în această perioadă s-au construit și galeriile pentru ca biserica să poată face față numărului tot mai mare de enoriași care luau parte la slujbe. Lucrările au fost încheiate în 1722, odată cu noua inaugurare
Grav avariată după incendiu, Biserica Neagră a fost refăcută cu ajutorul unor meșteri veniți din orașul hanseatic Danzig, pentru că meșterii locali nu mai știau să închidă bolți de dimensiuni atât de mari. Noile bolți, însă, sunt în stil baroc, nu gotic.
Planul utilizat de către arhitecți a fost acela de bazilică cu trei nave, egale ca înălțime, înscriindu-se în tipul de biserici–hală preferate în secolele XV-XVI în spațiul german, de unde proveneau de altfel unii dintre arhitecți și meșteri. 

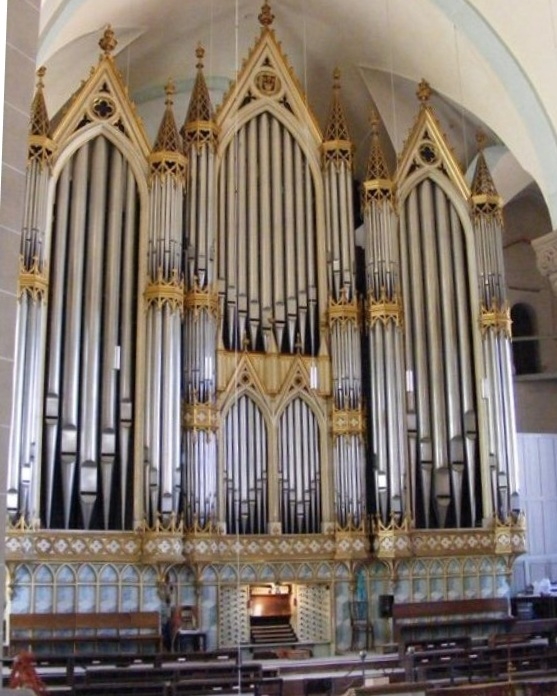
Orga Buchholz

Între anii 1836 și 1839, firma berlineză Buchholz înalță pe galeria vestică o orgă nouă de dimesiuni mari (aproximativ 4000 de tuburi, 4 manuale cu câte 56 de taste și un pedalier cu 27 de taste, 76 de registre și dispune de 63 de registre sonore). A fost inaugurată la 17 aprilie 1839, organist fiind chiar Carl August Buchholz care a prezentat improvizații și cantate ale compozitorilor Friedrich Schneider și Johann Lucas Hedwig. Orga a fost restaurată de Carl Hesse și dispune de un manual și pedalier și 8 registre. Restaurarea a durat 4 ani: 1997 - 2001. Atunci toate cele 3993 de tuburi (cel mai mare având o înălțime de circa 13 metri) au fost demontate și restaurate. Orga se încadrează în categoria orgilor baroce și a supraviețuit perioada de la construcție până în prezent aproape neschimbată. 
Între 1865 și 1866, firma vieneză Schönthaler ridică altarul neogotic după planurile inginerului din localitate, Peter Bartesch, și realizează stranele din cor. În anul 1898, statuia lui Honterus se amplasează în fața turnului sudic, în amintirea reformatorului transilvănean.
După Primul Război Mondial, galeria pentru orgă a fost extinsă și s-a consolidat bolta corului. Mai târziu au fost refăcute și fialele contraforturilor din cor.

## Construcție

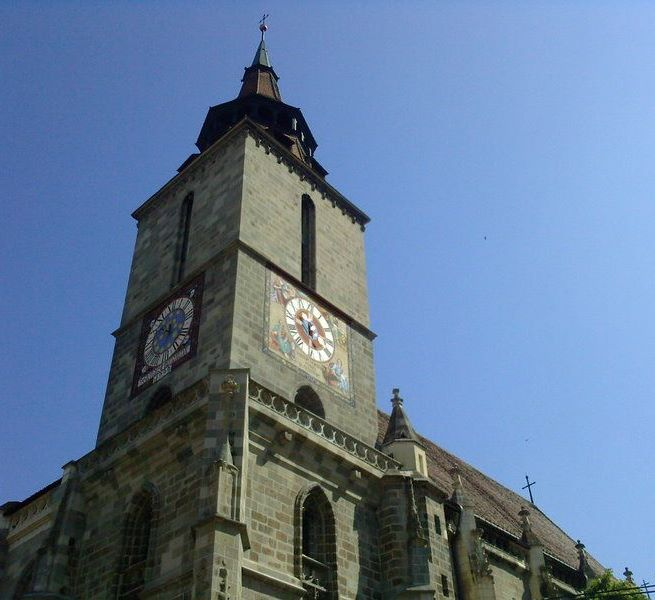
Turnul Bisericii Negre

Biserica Neagră este cel mai mare edificiu de cult în stil gotic din sud-estul Europei, măsurând 89 de metri lungime și 38 de metri lățime. În această biserică încap circa 5.000 de persoane. Este o biserică de tip hală în stil gotic târziu, fiind formată din cor, naos și turn. Din lungimea totală a construcției, 31 m sunt reprezentați de cor, 42 m de naos și 16 m de baza turnului.
Corul se încheie printr-o secțiune de nouă laturi a unui hexadecagon. Trei perechi de coloane îl împart în trei nave de înălțime egală. Pe latura sudică se află o intrare mică, destinată inițial preoțior, iar pe latura nordică a corului se găsește sacristia. Exteriorul corului este susținut de 15 contraforturi, pe fiecare dintre ele fiind ridicată câte o statuetă sub un baldachin. Contraforturile sunt prevăzute cu fiale în partea superioară.
Naosul este format din trei nave de înălțime egală și este împărțit de cele cinci perechi de coloane în șase travee. În navele laterale, la aproximativ jumătatea înălțimii acestora, se găsesc galeriile, iar pe latura vestică, galeria orgii. Naosul are patru portale, iar cel sudic conduce mai întâi într-un vestibul.

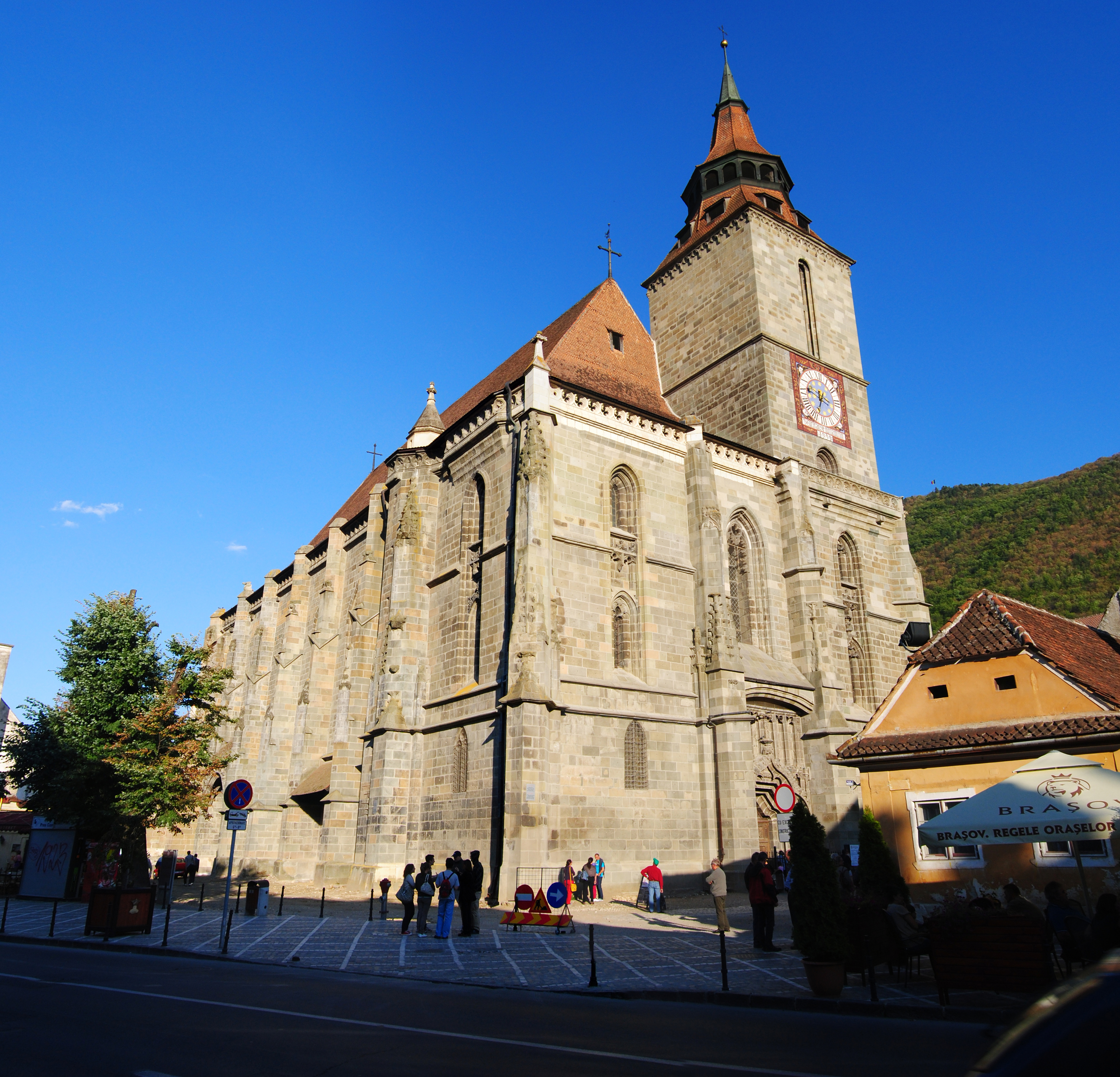
Exteriorul Bisericii Negre

Din cele două turnuri ale planului inițial a fost ridicat doar cel sudic până la o înălțime de 44 m, iar cupola sa se ridică la 65 m pe brațul transversal al crucii. Deasupra balconului, pe latura sudică a turnului, respectiv pe cea vestică, se află cadranele ceasului din turn. Portalul principal al bisericii se află pe latura sudică și este îmbogățit cu sculpturi ornamentale.
Zidurile exterioare și vârfurile bolților au 21 m înălțime. Coama acoperișului aparținând naosului se ridică la 42 m, iar cel al corului la aproximativ 38 m. 
Partea turnului are 30 m, iar în exterior, între cele două scări în spirală, măsoară 31 m. 
Suprafața totală a bisericii ocupă 2500 m², iar blocurile din care sunt construite zidurile au un volum de 9000 m³. Suprafața acoperișului bisericii măsoară aproximativ 4500 m². Biserica Neagră se află la 589 m deasupra nivelului marii

## Clopotele
Biserica Neagră este celebră nu doar prin dimensiunile sale ci și prin alte lucruri: astfel, în clopotniță se află un clopot din bronz care cântărește 6 tone. Este al treilea ca mărime din spațiul românesc. Corul susținut de contraforți exteriori decorați cu edicole care adăpostesc statui de sfinți constituie unul din puținele exemple de acest tip din Transilvania.

## Colecția de covoare
Cu excepția muzeului Topkapî din Istanbul, Biserica Neagră posedă cea mai mare colecție de covoare orientale din Europa, datând din secolele XV-XVI.
Interiorul Bisericii Negre este dominat de splendoarea de culori a celor aproximativ 110 covoare orientale expuse. Chiar și un necunoscător ar fi impresionat de mulțimea de nunațe și modele a acestui decor neobișnuit, în vreme ce expertul va fi fascinat.

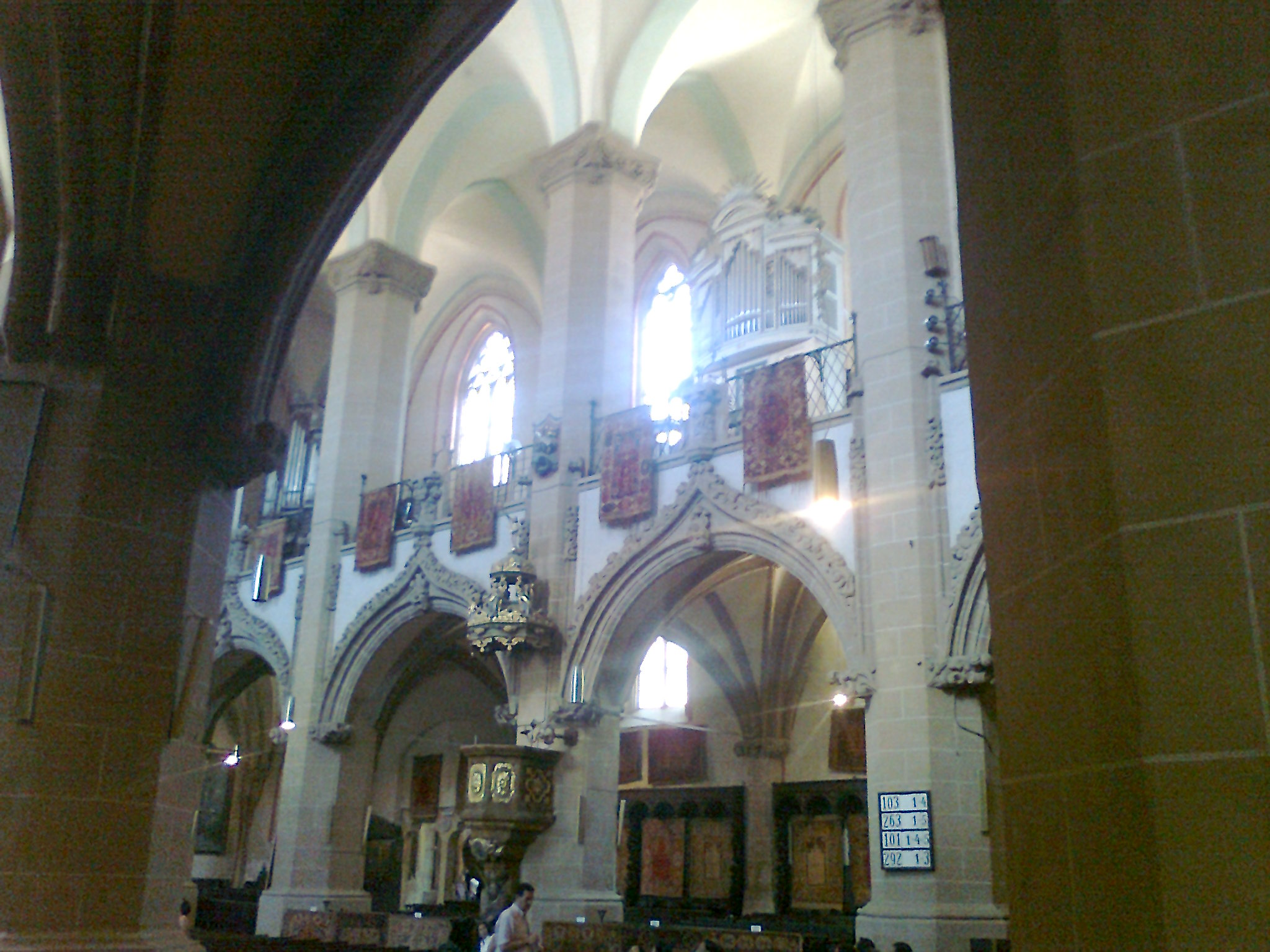
Imagine din interior

În toate țările din răsărit, covoarele erau folosite în scop decorativ sau ca simbol al statului în primărie și în biserici, unde se decorau stranele și locurile patricienilor și ale conducătorilor breslelor. Ca să încapă în stranele înguste ele se tăiau adesea pe lungime, ceea ce demosntra că nu erau apreciate în mod deosebit.
Se presupune că după Reforma care se împotrivea picturilor iconografice, covoarele au fost cele ce împodobeau pereții bisericii reformatoare, în locul icoanelor cu sfinți și al altarelor îndepărtate. Pe unele dintre ele se găsesc inscripții care menționează faptul că au fost dăruite bisericii.
Într-un raport de inventar al Bisericii Negre din anii 1830 erau menționate doar 39 de covoare, dar la sfârșitul secolului erau peste 110. Pentru că nu există documente scrise, acest fapt s-ar putea explica doar prin trecerea neconsemnată a covoarelor din posesia persoanelor private și a breslelor după dizolvarea acestora (în 1876) în posesia bisericii.
La sfârșitul sec. al XIX-lea, Prezbiteriul (Consiliul Bisericesc) al Bisericii Negre îl însărcină pe profesorul de arte E. Kühlbrandt cu inventarierea obiectelor de artă ale bisericii, printre care și a covoarelor. Kühlbrandt intră în legătură cu cel mai renumit expert în covoare al vremii, Prof. A. Riedl din Viena, care recunoscu valoarea colecției și îndemnă spre o depozitare propice și specializată. În tot acest timp, în alte locații, covoarele erau depozitate și scoase la licitații publice. Marea expoziție de meșteșug din Budapesta, 1914, unde au fost trimise și 39 de covoare din Brașov, a contribuit la creșterea interesului pentru produsele de artă exotice. Cu această ocazie, covoarele au fost spălate pentru prima oară și restaurate parțial. Astăzi colecția cuprinde 156 de exemplare, printre care și unele fragmente. 

### Clasificare și datare
Nici astăzi specialiștii nu sunt mereu siguri în privința tipurilor de covoare și a datării lor.
Majoritatea covoarelor din Biserica Neagră sunt categorisite ca „transilvănene“, pentru că s-au păstrat în număr mare și în multe variante pe teritoriul Transilvaniei. Această grupă este formată în principal din așa-numitele covoare cu nișă dublă, apoi mai sunt covoarele cu nișă și covoarele de rugăciune care de diferențiază doar prin decorațiile centrale, covoarele „albe“, printe care se numără covoarele „Cintamani“, „Pasăre“ și „Scorpion“, al căror nume derivează din motivele evidente, covoarele-coloană cu motive arhitectonice.
Cele mai multe covoare sunt in stare bună până la excelentă. Acest lucru se datorează în primul rând fostului atelier bisericesc de covoare de stat, aflat sub conducerea lui Era Nussbächer, și care a contribut în mod esențial la această acțiune.

## Tezaurul cultural (obiecte bisericești)

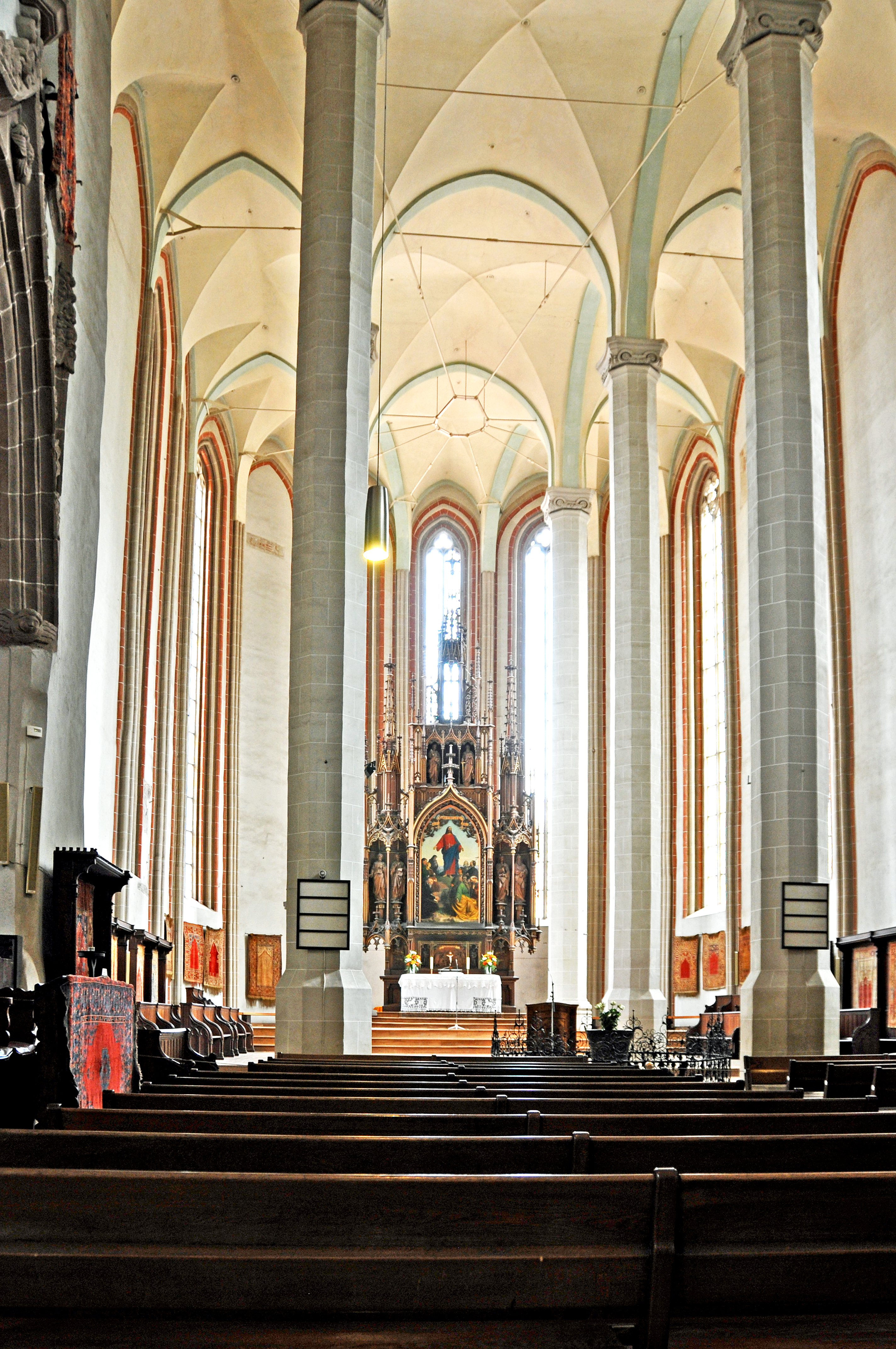
Altarul principal

Altarul principal (1866): Până la reforma protestantă biserica a purtat hramul Sf. Maria. Din acest motiv se presupune că altarul medieval care s-a pierdut ar fi avut o tematică mariologică. Pictura principală a actualului altar are ca temă o imagine a predicii de pe munte, ce ocupă un loc central în credința în harul lui Dumnezeu și în doctrina evanghelică. Altarul neogotic formează împreună cu stranele corului o unitate conceptuală.
Cristelnița (bronz, 1472): Unul din puținele obiecte rămase din perioada de dinainte de incendiu și în același timp un exemplu valoros al artei de turnătorie medievală. Scrierea gotică minusculă precizează numele ctitorului: Parohul catolic Johannes Reudel. În protuberanța boltită din piciorul cristelniței se pune mangal pentru încălzirea apei de botez.
Amvonul (1696): Predecesorul acestuia s-a pierdut în marele incendiu. Maistrul măcelar Laurenz Bömches a susținut ridicarea celui nou, iar monograma lui se află pe coroana ornamentală, pe una dintre laturile-oglindă ale amvonului. 
Altarul din Feldioara (sec. 15): Un fragment din retablul altarului transilvănean care s-a păstrat. Din Feldioara el a ajuns în posesia Muzeului Săsesc al Țării Bârsei, iar de acolo în Biserica Neagră. Pe panou sunt pictate scene din viața lui Hristos. 
Portalurile gotice (1477): Pe aripile portalului sudic, decorate cu motive vegetale gotice, este inscripționat anul 1477 alături de personaje fantastice. Dacă aceasta este data acceptată a lucrării atunci cele cinci portaluri sunt – alături de cristelniță – un alt element original al bisericii, care a supraviețuit incendiului din 1689.

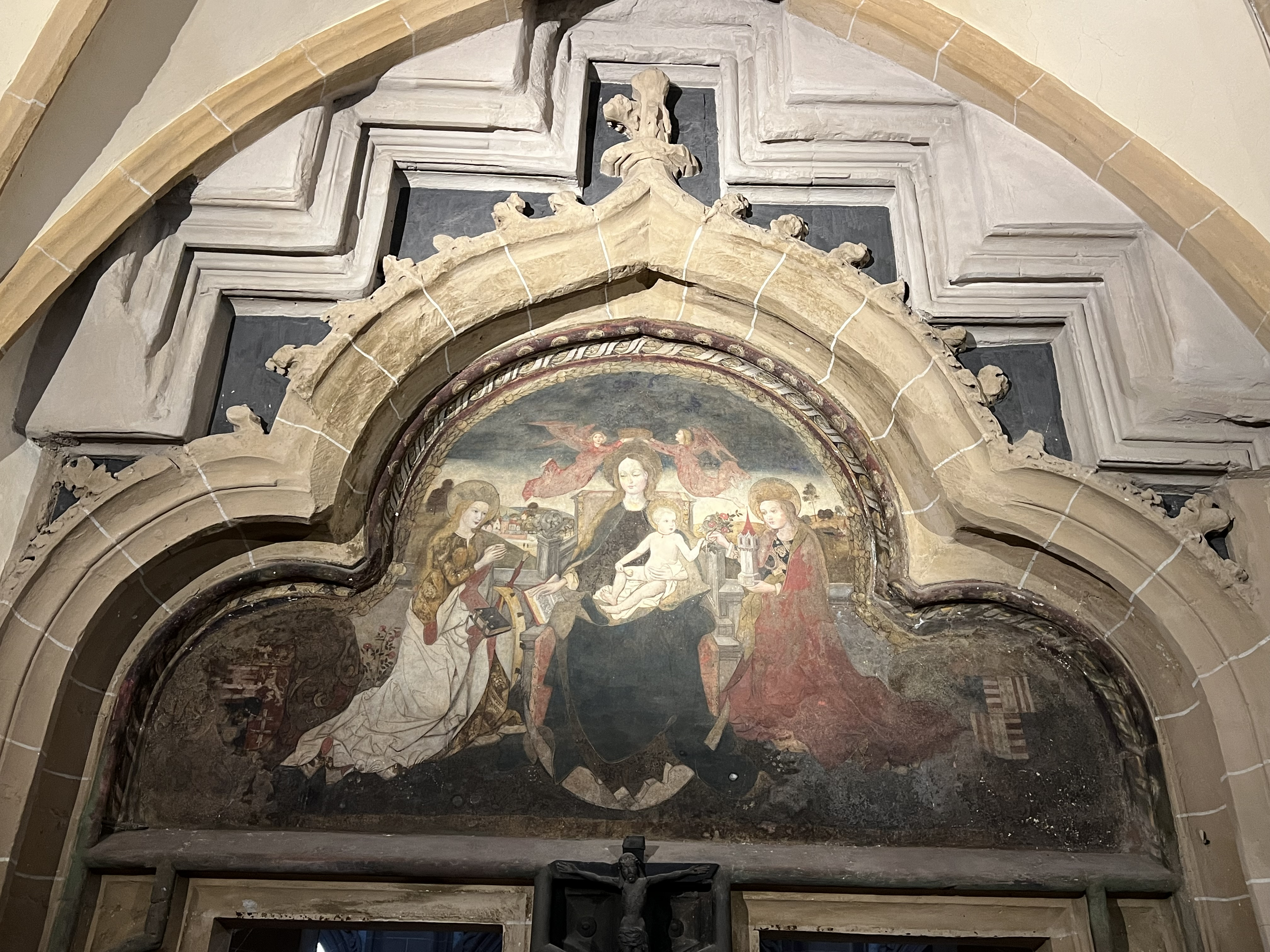
Fresca Mariei deasupra celui de-al doilea lintou al portalului sudic (sec. XIV).

Fresca Mariei deasupra celui de-al doilea lintou al portalului sudic (sec. XIV): Pictura îi înfățișează pe Maria și pe pruncul Isus alături de Sf. Ecaterina și Sf. Barbara. Poziționarea unui motiv meditativ deasupra intrării corespunde cu tematicile timpanelor bisericești. În cazul celor două blazoane este vorba despre cel al regelui Matia Corvin și al soției sale, Beatrix de Aragon. Prezența lor în pictură ar putea indica faptul că regele Matia ar fi fost dănuitorul picturii pentru asigurarea relației bune dintre orașul Brașov și rege. 
Tezaurul de paramente (textile de cult, incluzând odăjdii și acoperăminte de altar etc.) al locașului a fost, până de curând, în mare măsură trecut cu vederea, până când, în 2002, specialiștii i-au descoperit valoarea. Cuprinzând piese vestimentare din perioada Evului Mediu, el nu este cu nimic mai prejos decât marile colecții din Danzig, Halberstadt, Brandenburg și Stralsund. Biserica Neagră din Brașov adăpostește un număr mare de veșminte liturgice din materiale textile medievale și baroce de lux. Printre ele se află și veșmintele preoțești de slujbă și pluvialele purtate în biserica catolică în ceremoniile de sfințire sau în timpul procesiunilor. După Reformă ele au fost purtate în slujbele evanghelice din Brașov până în sec. XIX, motivul fiind legătura cu moștenirea bogată și ca o mărturisire a luteranismului. În sec. XIX au fost întocmite și paramente noi care au fost date uitării doar în ultima perioadă. Materialele, adesea mătăsuri brodate, provin de cele mai multe ori din țesătorii italiene, iar unele sunt de poducție turcească. Broderiile valoroase din fir de aur sau mătase, sunt moldovenești, italiene, central-europene sau chiar locale.

## Concertele de orgă
Începând din anul 1953 au loc recitaluri de orgă, tradiție începută de organistul Viktor Bickerich și continuată de Hans Eckart Schlandt. Orga Bisericii Negre atrage în fiecare an organiști atât din țară, cât și din străinătate, care doresc să concerteze aici. La data construirii ei, se număra printre cele mai mari orgi din Europa.
Pe perioada verii concertele de orgă au loc de trei ori pe săptămână.

## Galerie de imagini

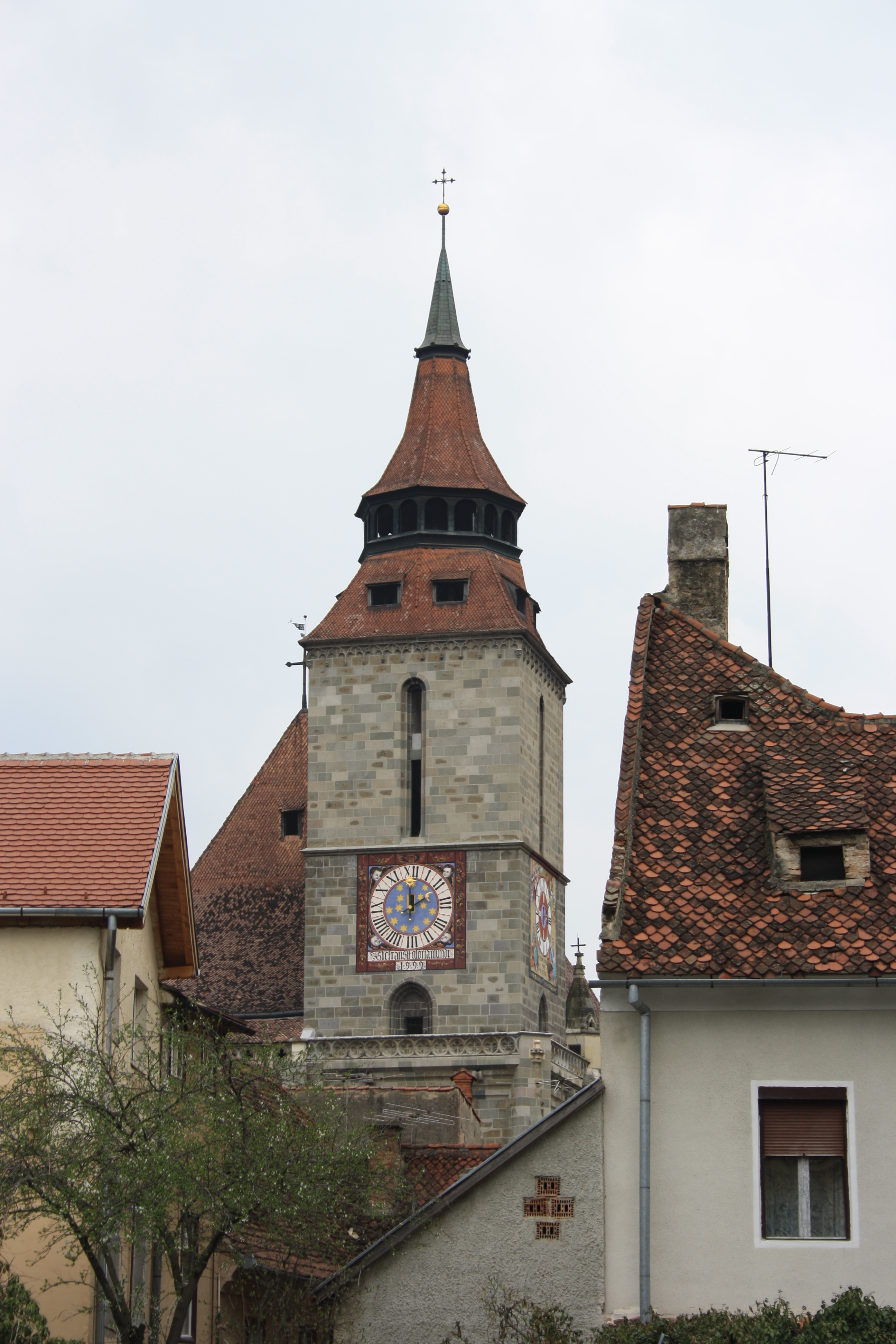
Biserica Neagră
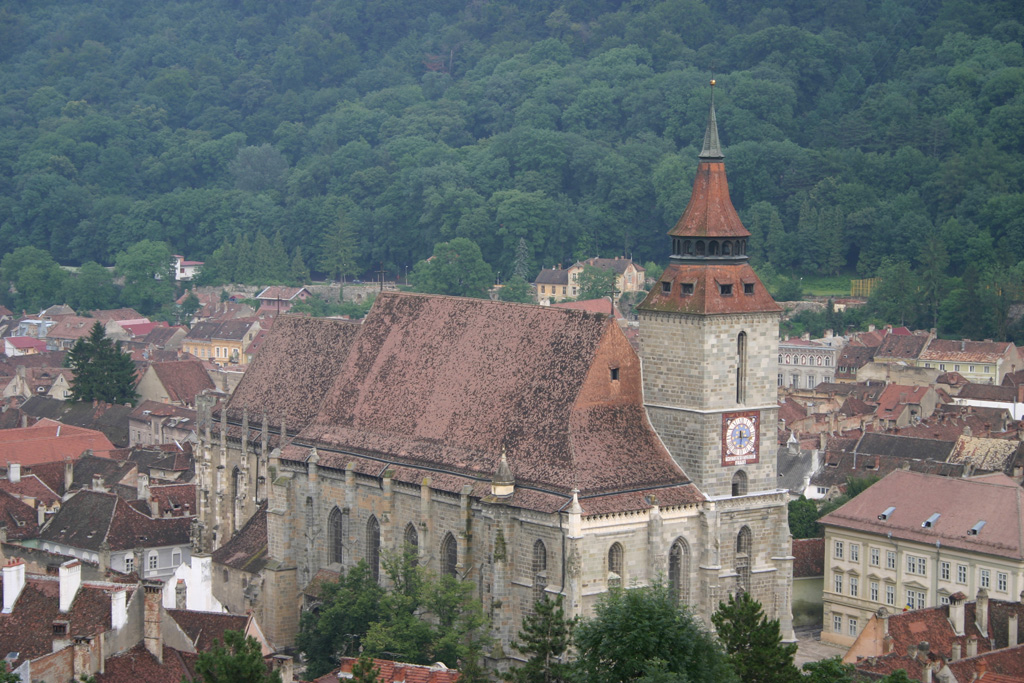
Vedere panoramică
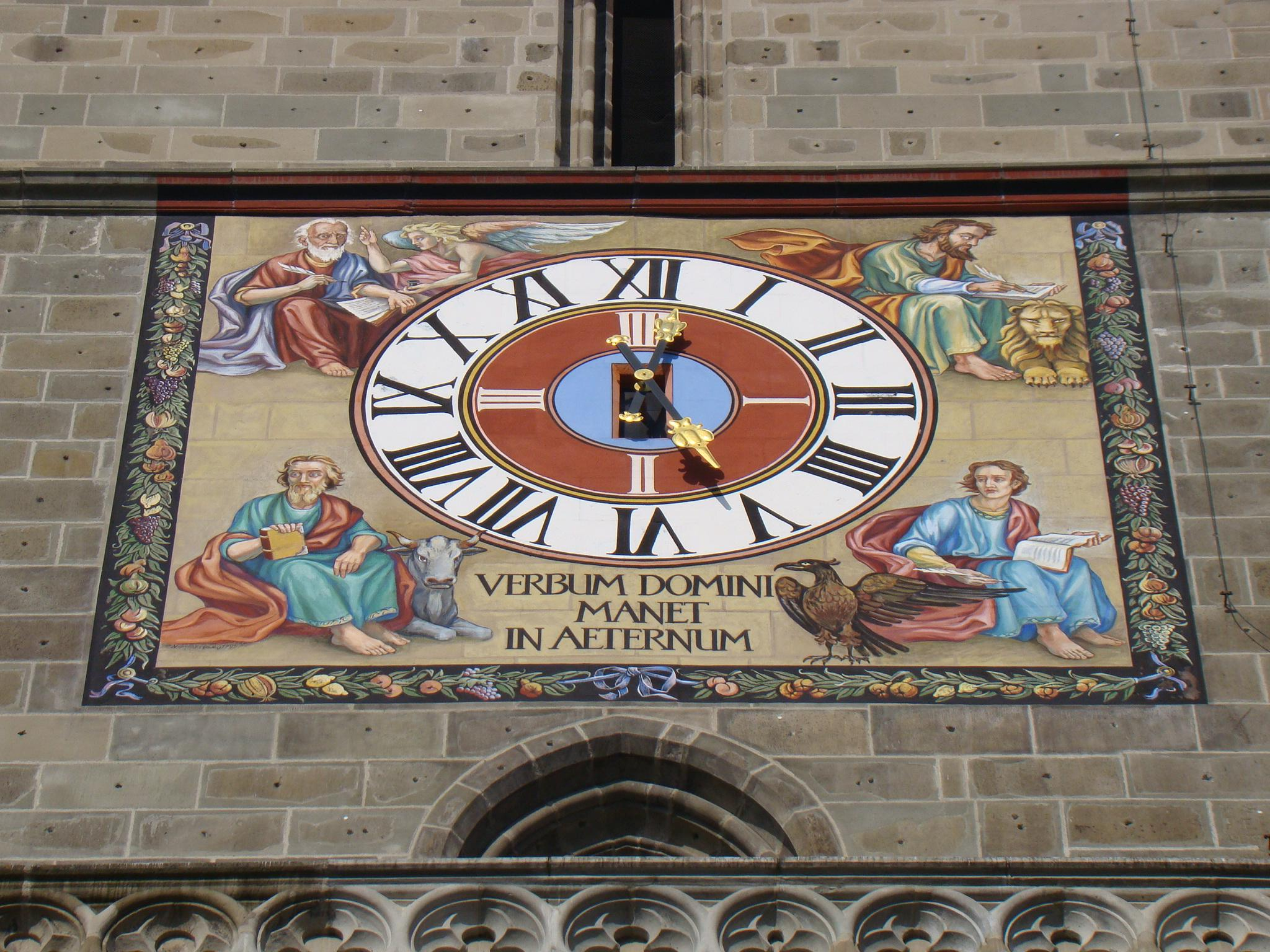
Ceasul bisericii
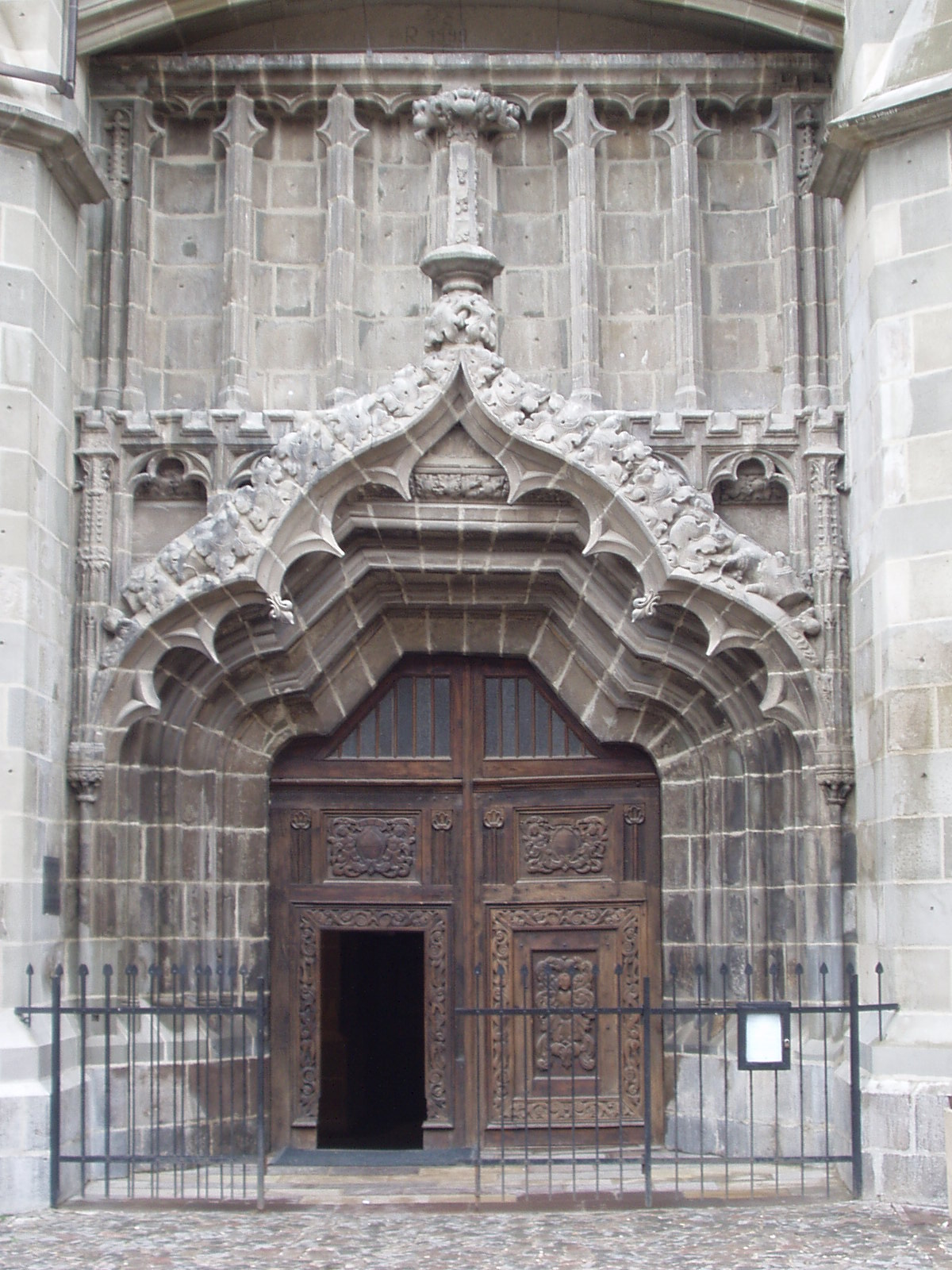
Intrarea în Biserica Neagră
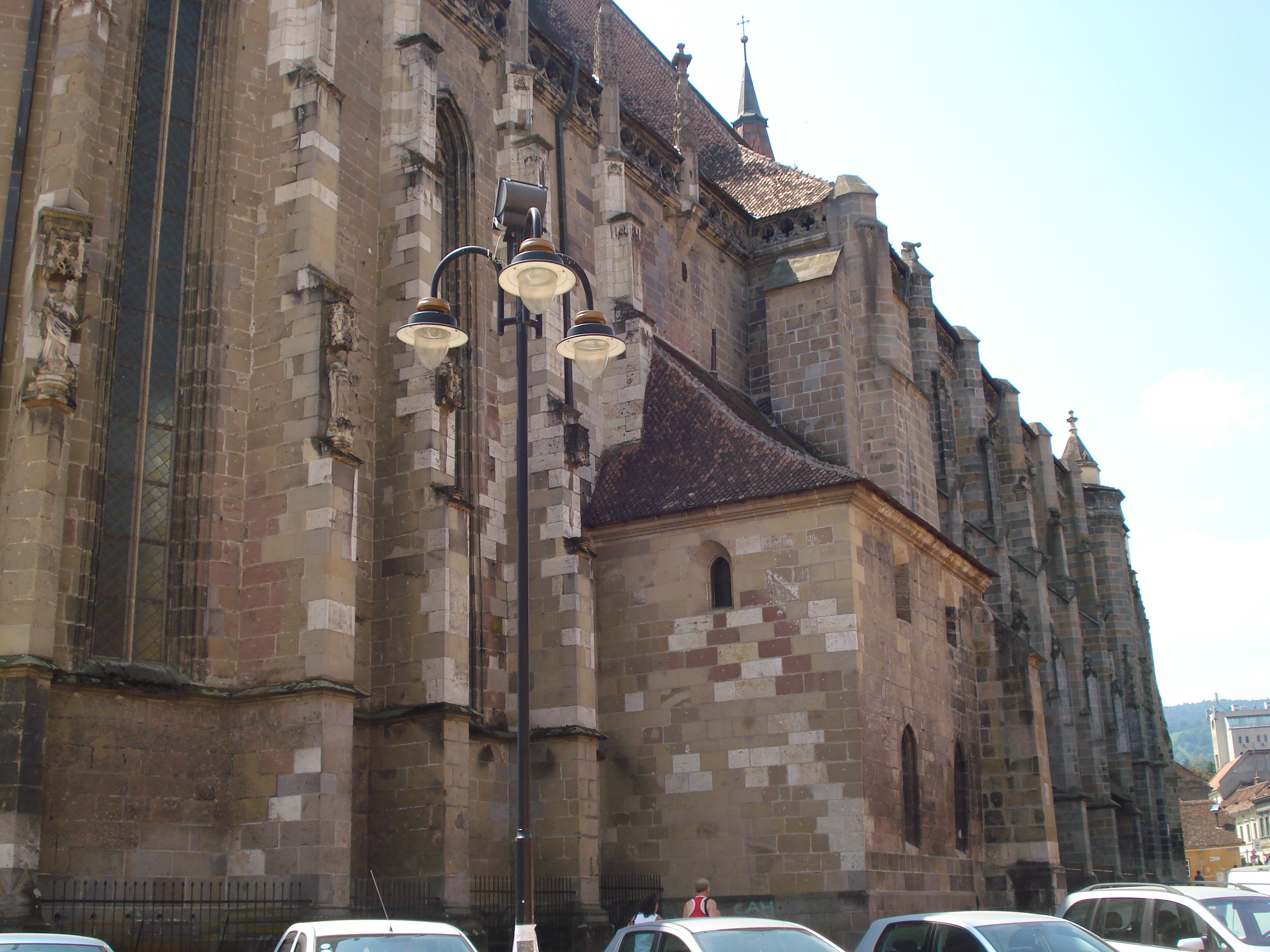
Biserica Neagră - exterior
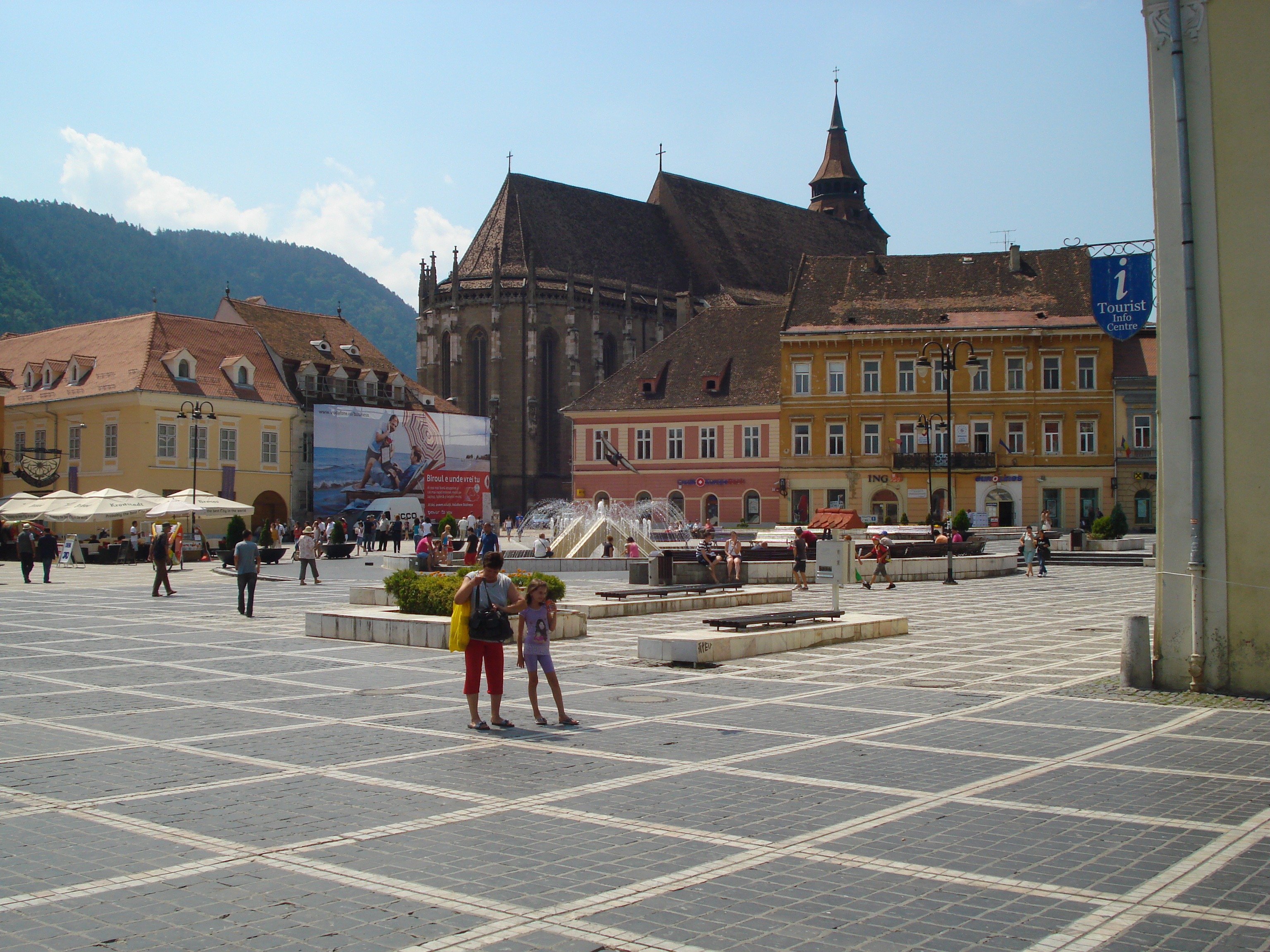
Biserica Neagră - Vedere din Piața Sfatului
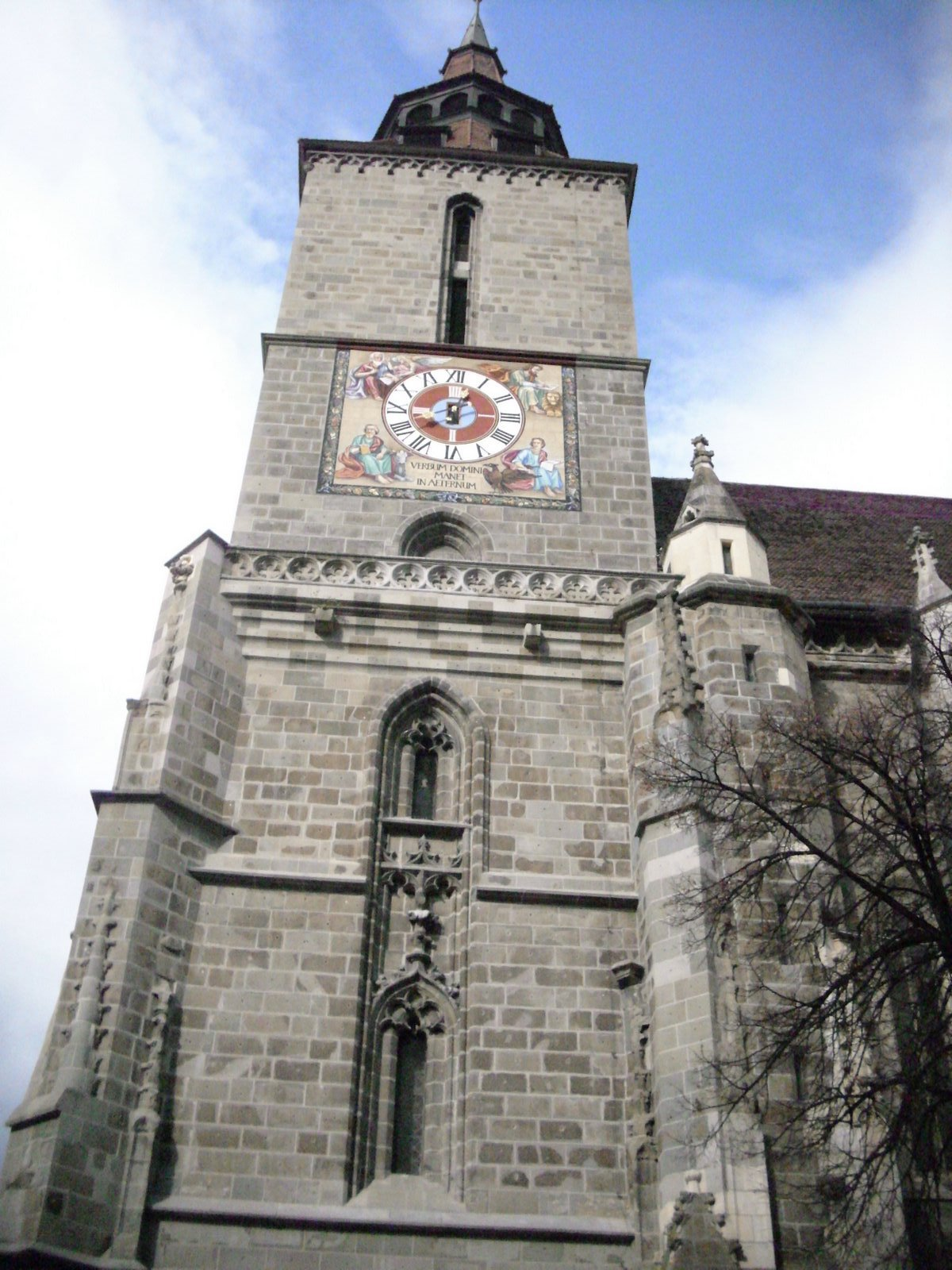
Turnul cu ceas
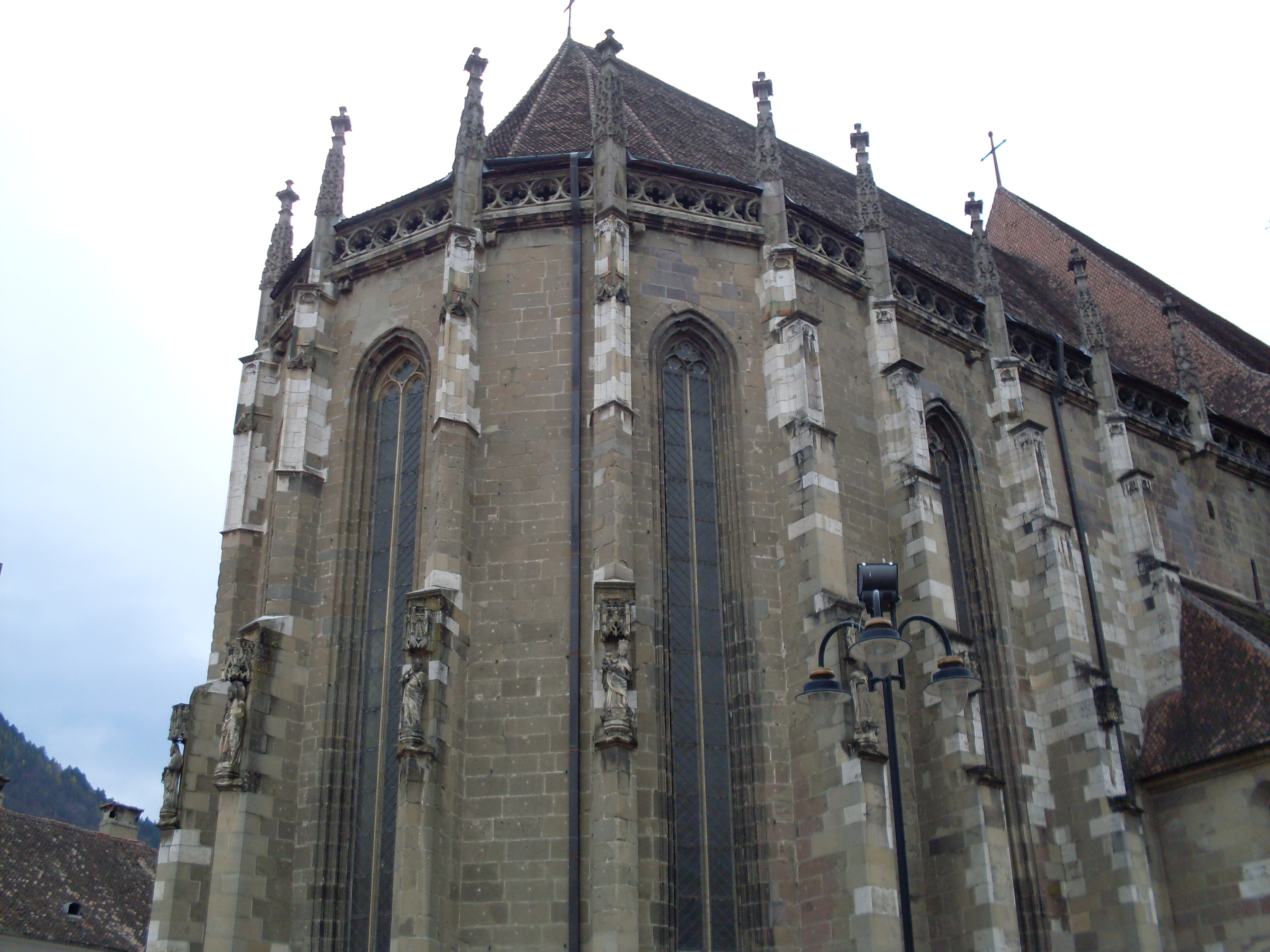
Biserica Neagră
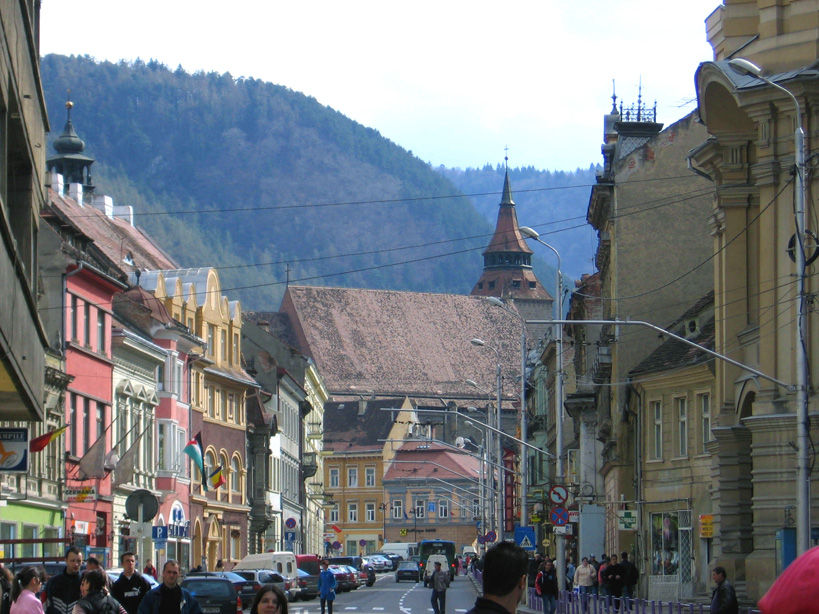
Biserica Neagră, Strada Mureșenilor
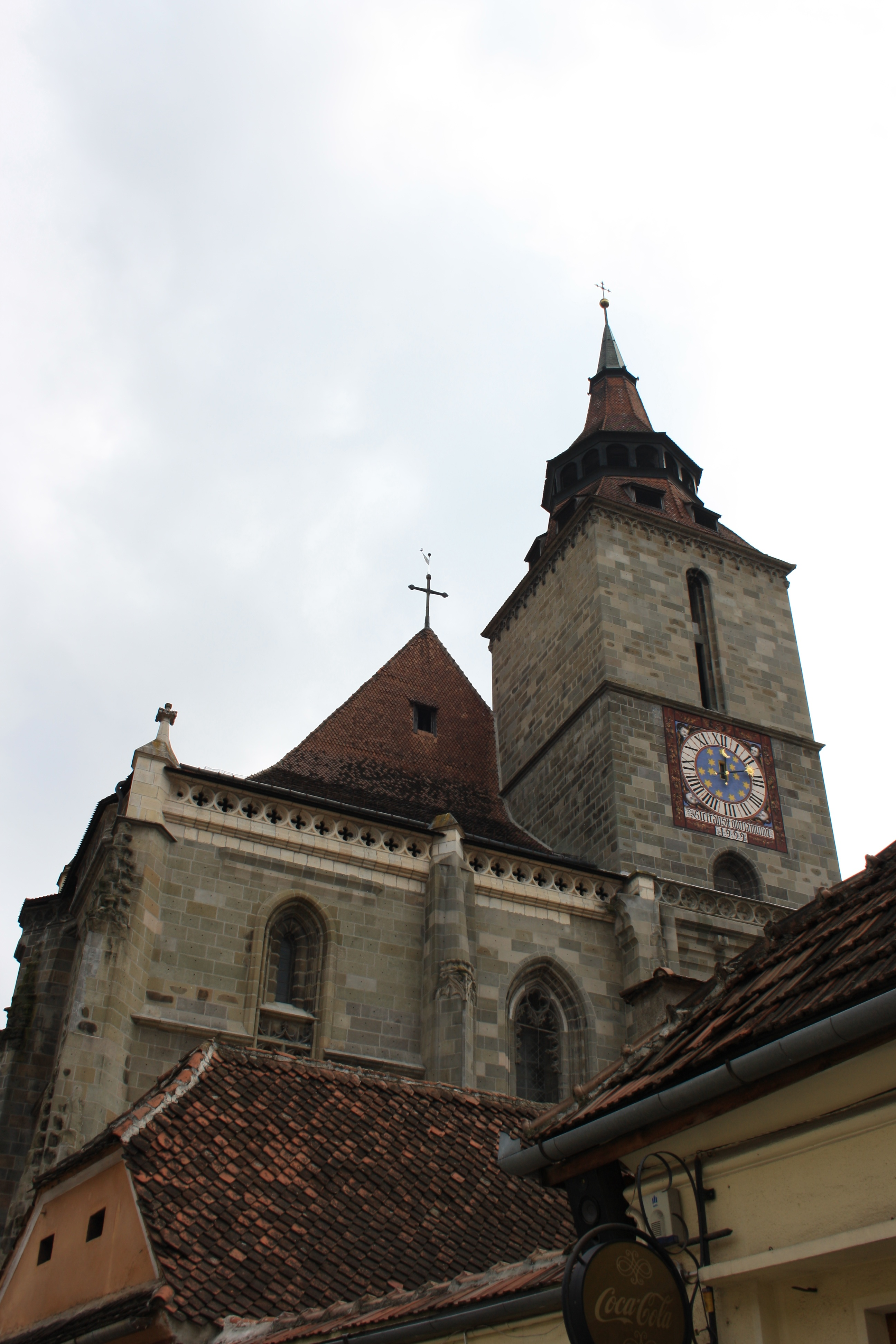
Biserica Neagră - Turn si fațadă
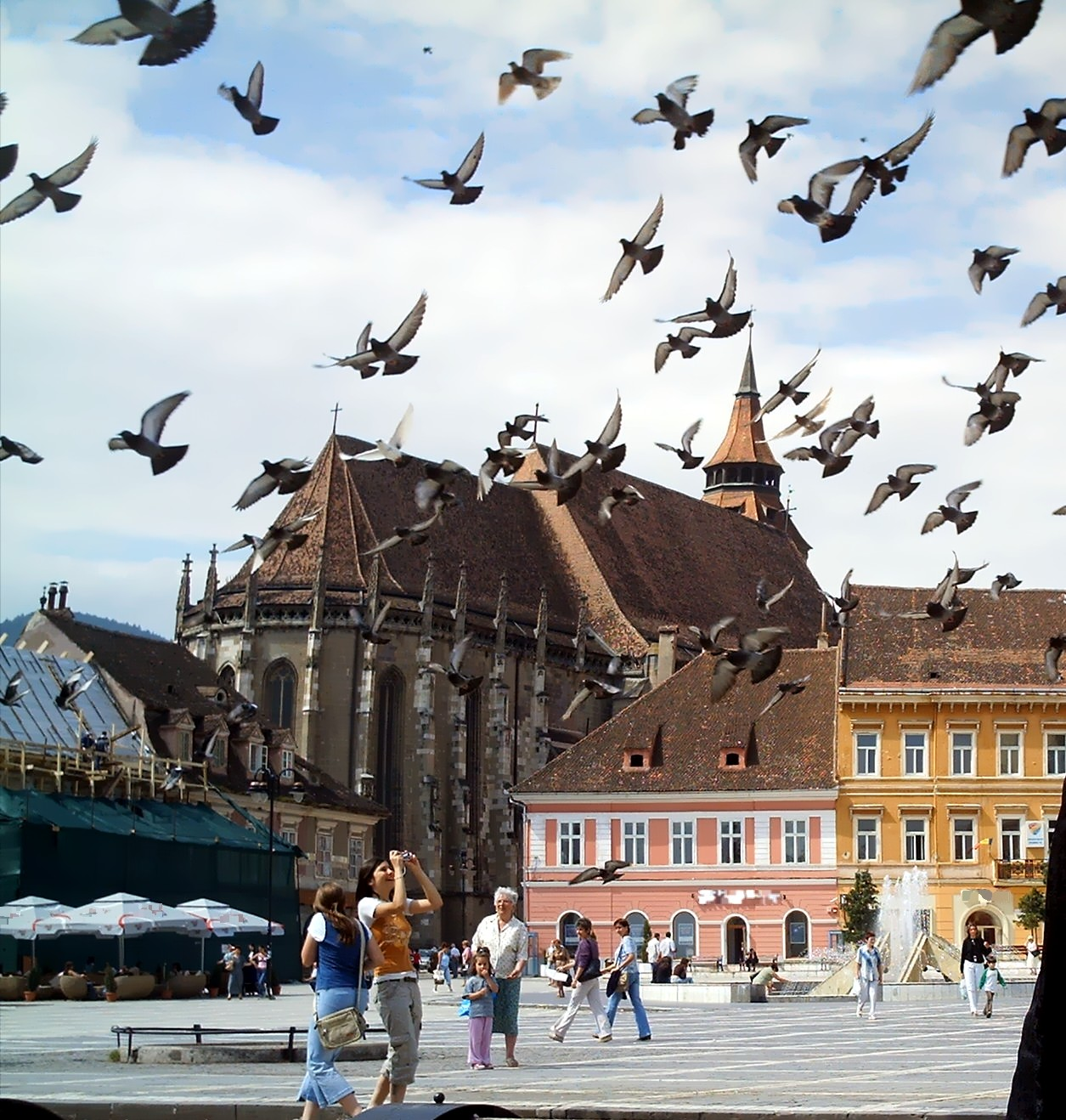
Biserica Neagră, din Piața Sfatului
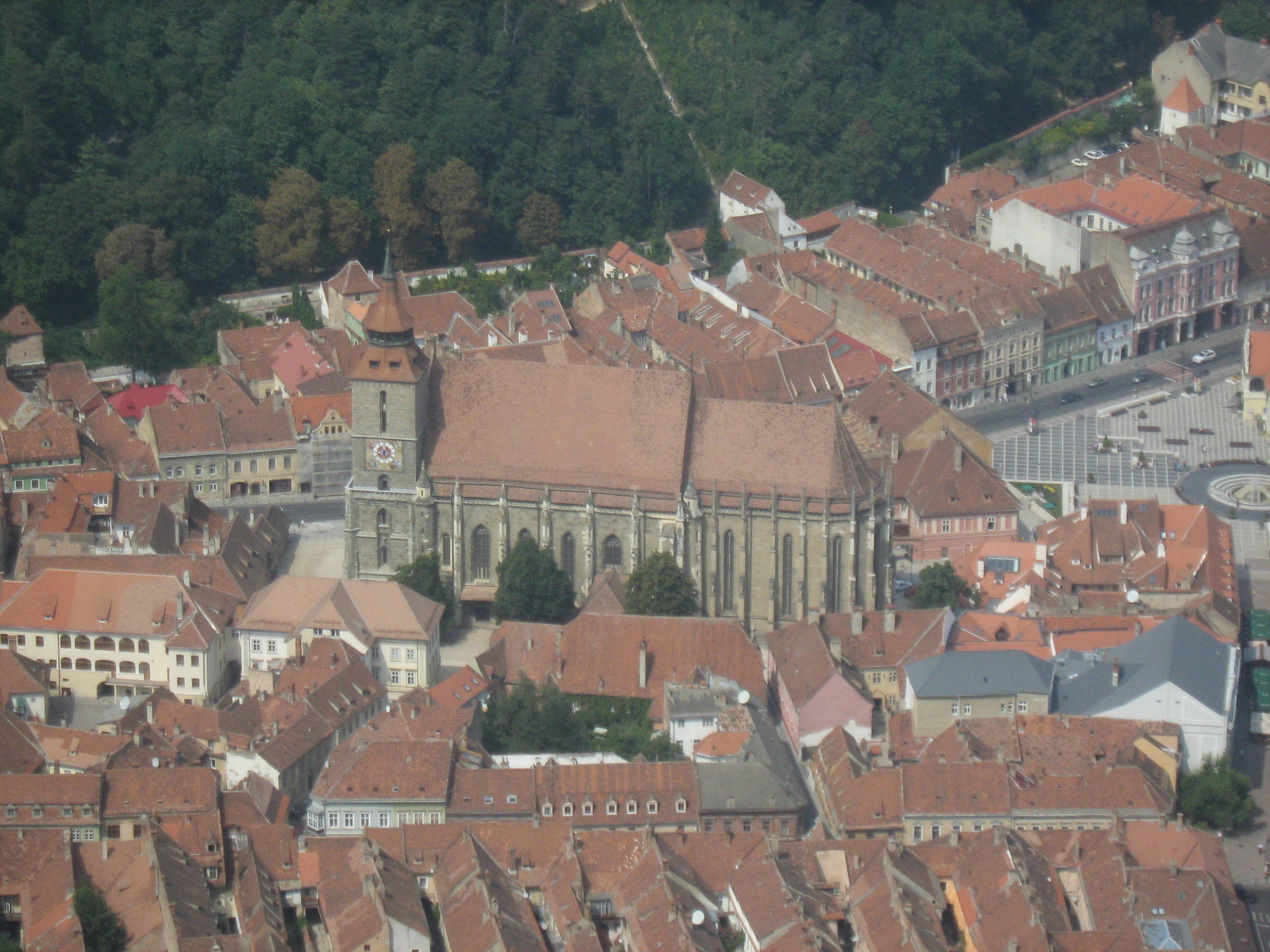
Biserica Neagră, dinspre Tâmpa
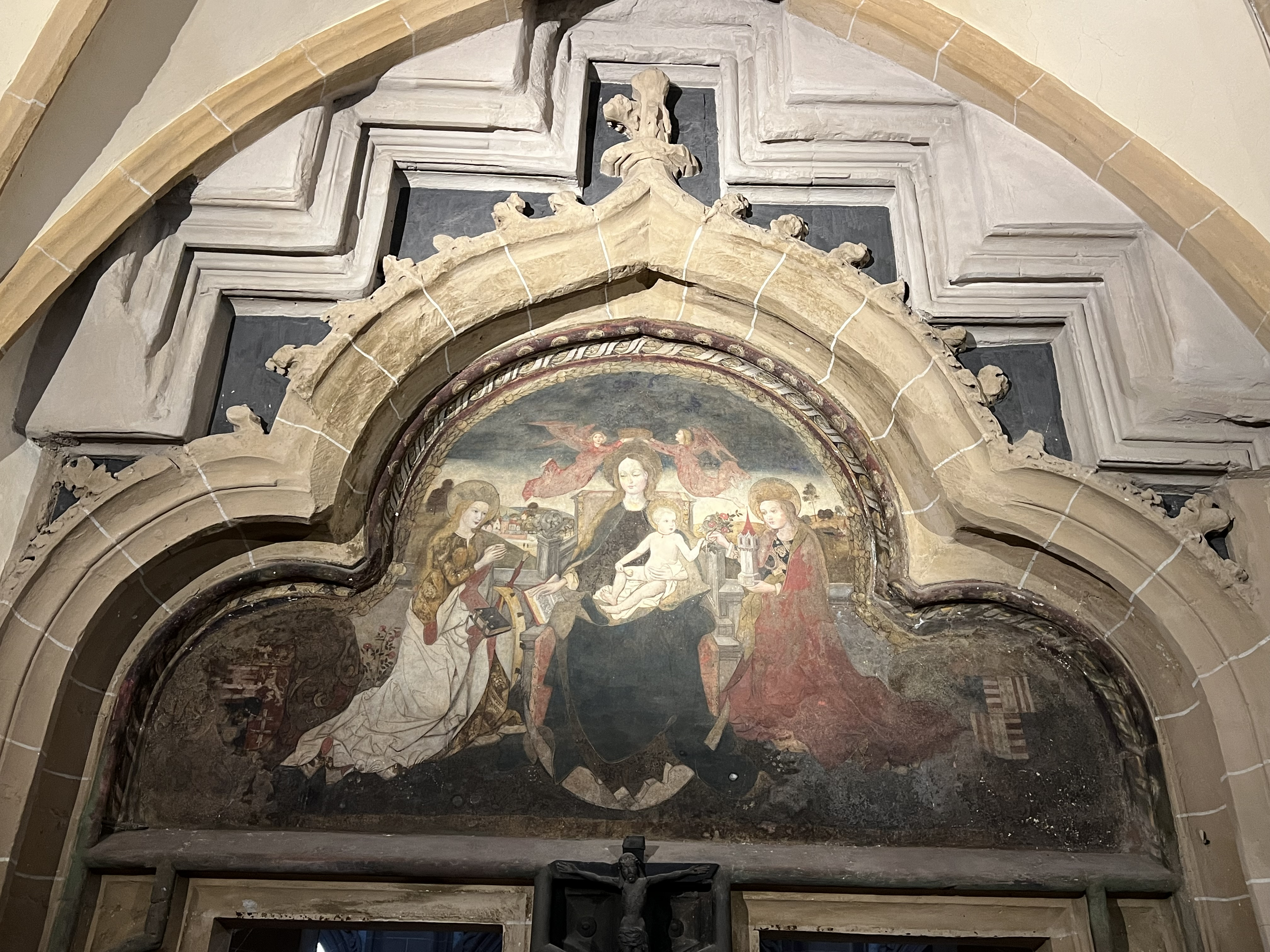
Pictura murală a Nașterii Domnului de la sfârșitul secolului al XV-lea.